# Aoi Miyazaki
Pour les articles homonymes, voir Miyazaki.
Aoi Miyazaki (宮崎あおい, Miyazaki Aoi) est une actrice japonaise, née le 30 novembre 1985 à Tokyo. Elle est connue pour ses rôles dans Nana et Virgin Snow.

## Biographie
Aoi Miyazaki commence à travailler pour l'industrie du divertissement à l'âge de quatre ans. Au départ, elle apparait surtout dans des publicités de magazines et comme figurante dans des séries télévisées. Elle fait ses véritables débuts au cinéma en 1999 dans Ano natsu no hi à l'âge de 14 ans.
L'année suivante, elle est remarquée au niveau international pour son rôle de survivante du détournement d'un bus dans Eureka, de Shinji Aoyama. Le film remporte le prix de la critique internationale lors du Festival de Cannes en 2000, et lui vaut le prix de la meilleure actrice lors des Japanese Professional Movie Awards. Elle fait ses débuts musicaux dans The Little Prince en 2003.
Par la suite, Miyazaki remporte le titre de meilleure actrice lors du festival international de Cinemanila pour son rôle dans Harmful Insect. Elle tourne une nouvelle fois avec Shinji Aoyama dans Eli, Eli, Lema Sabachthani?, sélectionné dans la catégorie Un Certain Regard à Cannes en 2005. Plus tard au cours de la même année, elle partage avec Mika Nakashima la vedette du film commercial à succès Nana.
Elle est récompensée en 2008 par un Galaxy Individual Award pour son rôle dans le drame de la NHK Atsuhime. 

## Publicités
Miyazaki est apparue dans des publicités pour de grandes entreprises, telles qu'Aflac, le métro de Tokyo, NTT DoCoMo ou encore Olympus. Début 2008, elle est aussi choisie comme nouveau modèle par Emporio Armani pour sa publicité papier. Aoi Miyazaki incarne la populaire ligne de vêtements Earth music&ecology depuis 2010.

## Filmographie partielle

### Cinéma
- 1999 : Ano natsu no hi: Tondero jiichan (ja) (あの、夏の日 －とんでろ　じいちゃん－?) de Nobuhiko Ōbayashi : Tama Kobayashi
- 2000 : sWinG maN de Tetsu Maeda (ja) : Futami Minase
- 2000 : Eureka (ユリイカ, Yurīka?) de Shinji Aoyama : Kozue Tamura
- 2001 : Harmful Insect (害虫, Gaichū?) de Akihiko Shiota : Sachiko Kita
- 2001 : Pakodate-jin (パコダテ人?) de Tetsu Maeda (ja) : Hikaru Hino
- 2002 : Tomie: Saishū-shō, Kindan no kajitsu (富江 ・最終章～禁断の果実～?) de Shun Nakahara (ja) : Tomie
- 2003 : Lovers' Kiss (en) (ラヴァーズ・キス?) d'Ataru Oikawa : Eriko Kawana
- 2004 : Loved Gun (ラブドガン, Rabudo gan?) de Kensaku Watanabe (ja) : Miyuki
- 2004 : Aoi kuruma (青い車?) de Hiroshi Okuhara (ja) : Konomi Saeki
- 2004 : Riyū (ja) (理由?) de Nobuhiko Ōbayashi : Yukari Ishida
- 2004 : Amoretto (アマレット?) de Jun'ichi Mori (ja)
- 2005 : Inu no eiga (いぬのえいが?) : Mika
- 2005 : Nana de Kentarō Ôtani (ja) : Nana Komatsu
- 2006 : Gimme Heaven (Gimi Hebun) : Mari Michiki
- 2006 : Eli, Eli, lema sabachtani?, de Shinji Aoyama : Hana
- 2006 : Su-ki-da, d'Hiroshi Ishikawa : Yu Yung
- 2006 : Hatsukoi, de Yukinari Hanawa : Misuzu
- 2006 : Heavenly Forest (Tada kimi wo aishiteru) : Shizuru Satonaka
- 2006 : Umi deno hanashi : Kaede Fukino
- 2007 : Tokyo Tower: Okan to, boku to, tokidoki oton
- 2007 : Hatsuyuki no koi : Nanae Sasaki
- 2007 : Sad Vacation, de Shinji Aoyama : Kozue Tamura
- 2008 : Kagehinata ni saku : Naruko/Hisako
- 2008 : Habu to genkotsu : Ann Anjo
- 2008 : Yami no kodomotachi : Keiko Otowa
- 2009 : Shōnen Merikensack : Kanna Kurita
- 2009 : Tsurugidake: Ten no ki, de Daisaku Kimura : Hatsuyo Shibazaki
- 2010 : Soranin : Meiko Inoue
- 2010 : Okan no yomeiri
- 2011 : Tsure ga utsu ni naramashite : Haruko Takazaki
- 2011 : Waga haha no ki : Kotoko
- 2011 : Kamisama no karute : Haruna
- 2013 : The Great Passage (舟 を 編む, Fune o Amu?) : Kaguya Hayashi
- 2013 : Petaldance : Jinko
- 2013 : Yellow Elephant : Aiko Tsumari
- 2013 : The Great Passage : Kaguya Hayashi
- 2013 : Dawn of a Filmmaker: The Keisuke Kinoshita Story : Professeure/Narratrice
- 2016 : Rage (怒り, Ikari?) de Lee Sang-il
- 2023 : In Love and Deep Water : Chizuru Banjaku

### Télévision
- 2000 : Hatachi no kekkon (série télévisée)
- 2001 : Furê furê jinsei! (série télévisée)
- 2002 : Keitai deka Zenigata Ai (série télévisée)
- 2003 : Mahō tsukai ni taisetsu na koto (série télévisée)
- 2004 : Chotto matte, Kamisama (série télévisée)
- 2006 : Junjō kirari (série télévisée)
- 2008 : Atsuhime (série télévisée) : Atsuhime
- 2009 : Sanma no Mamna (série télévisée)
- 2011 : Chō chō san (série télévisée)

## Doublage

### Films d'animation
- 2003 : Someday's Dreamers (Mahō tsukai ni taisetsu na koto), de Masami Shimoda
- 2006 : Origine (Gin-iro no kami no Agito), de Keiichi Sugiyama
- 2010 : Colorful (Karafuru), de Keiichi Hara
- 2012 : Les Enfants loups, Ame et Yuki, de Mamoru Hosoda
- 2022 : Le Château solitaire dans le miroir (かがみの孤城, Kagami no kojō?) de Keiichi Hara

## Récompenses
- Prix de la meilleure actrice débutante lors des Japanese Professional Movie Awards 2002 pour Eureka.
- Prix de la meilleure actrice lors du Festival international du film de Cinemanila 2002 pour Harmful Insect.